# Gounghin-Petit
Ne doit pas être confondu avec Gounghin ou Gounghin-Grand.
Gounghin-Petit est une commune située dans le département du Bissiga de la province de Boulgou dans la région du Centre-Est au Burkina Faso.